# Organizarea administrativă a Coreei de Nord
Coreea de Nord este organizată administrativ pe trei niveluri ierarhice. Pe primul nivel sunt nouă provincii, două orașe guvernate direct și trei diviziuni administrative speciale. Diviziunile administrative de nivel secund sunt municipalitățile, comitatele și districtele. Acestea sunt în continuare împărțite în al treilea nivel în: orașe, cartiere, sate și districte muncitorești.
Sistemul cu administrativ trei nivele utilizat în Coreea de Nord a fost inaugurat de Kim Il-sung, în 1952, ca parte a unei restructurări masive a administrației publice locale. În trecut, țara a utilizat un sistem similar cu cel folosit în continuare în Coreea de Sud.

## Primul nivel
Cele nouă provincii (Do; 도, 道) au la bază provinciile tradiționale ale Coreei, dar acestea din urmă au fost în continuare împărțite după diviziarea Coreei. Acestea sunt zone mari ce cuprind orașe, zone rurale și regiuni montane. Cele două orașe guvernate direct (Chikhalsi; 직할시, 直辖市) sunt mari zone metropolitane, care au fost separate de fostele lor provincii pentru a deveni unități administrative separate. Alte patru orașe au fost guvernate direct în trecut, dar au fost ulterior reunite cu provinciile lor sau reorganizate altfel.
Trei regiuni administrative speciale au fost toate create în 2002 pentru atragerea de investitori din Coreea de Sud și alte țări. Regiunile administrative speciale nu au nici o subdiviziuni cunoscută.

## Al doilea nivel
Cele mai comune diviziuni de nivelul doi sunt: comitatul (Kun; 군, 郡)- o zonă mai puțin urbanizată dintr-o provincie sau oraș guvernat direct, municipali și municipalitatea (Si, 시, 市) - districtele mai populate din provincii (municipalitatea Nampho este un municipalitatea specială (T'ŭkkŭpsi; 특급 시, 特级 市)). Unele provincii au, de asemenea, două tipuri de districte (Ku, Chigu).
Centrele urbane din orașele guvernate direct sunt organizate in districte (Kuyŏk).

## Al treilea nivel
Zonele rurale din municipalități și comitate sunt organizate în sate (Ri, 리, 里). Centrele municipalităților sunt împărțite în cartiere (Dong, 동, 洞), iar o parte mai populată a unui comitate formează un oraș (Ŭp, 읍, 邑). Unele comitate au, de asemenea, districte muncitorești (Rodongjagu).